# Деремела
Деремела — этноним, который упоминается в «Слове о полку Игореве» в перечне народов, побеждённых волынскими князьями. В других источниках он не встречается, данных о его точном значении нет. Исследователи выдвигают разного рода гипотезы о принадлежности деремелы к литве, предкам латышей, прибалтийско-финским народам, о её тождестве с бродниками.

## В «Слове о полку Игореве»
Слово деремела является гапаксом: оно употреблено только один раз в одном источнике. Это «Слово о полку Игореве», автор которого, обращаясь к волынским князьям Роману Мстиславичу и Мстиславу (второй точно не идентифицирован), перечисляет побеждённые ими народы. Он пишет: «Теми тресну земля, и многи страны Хинова, Литва, Ятвязи, Деремела и Половци сулици своя повръгоша, а главы своя поклониша под тыи мечи харалужныи». Остаётся неясным, что за народ деремела и почему он при его явной малоизвестности и малочисленности оказался включён в список.

## Гипотезы учёных
Исследователи выдвигали и продолжают выдвигать разные предположения о том, как идентифицировать деремелу. По одной из версий (Д. Н. Дубенский, Е. М. Огоновский, В. Н. Перетц, Ю. В. Подлипчук), это прибалтское племя, жившее на территории современной Латвии, по другой — одно из литовских племён. Г. Ф. Ковалёв считает, что, поскольку племя деремела упомянуто рядом с литвой и ятвягами, оно не входило в состав этих племенных союзов; скорее его следует отнести к чуди, кореле или другим прибалтийско-финским народам. Этноним деремела Ковалёв ставит в один ряд с этнонимами корела, земгола, летгола и связывает с корнем дерем-, имеющим значение «непроходимая чаща» (отсюда же и слово «дремучий»).
Г. А. Ильинский увидел сходство между этнонимом деремела и восточнопрусским топонимом Derne/Dernen/Dernme, который может иметь прусское или ятвяжское происхождение. Эту версию поддержали Г. Ловмянский, В. Т. Пашуто, А. В. Соловьёв. В. Ф. Миллер выдвинул гипотезу о финском происхождении этнонима (в связи с финским törma/termä/terma — «высокий берег», «обрыв»), которая была раскритикована М. Фасмером. О. И. Прицак предположил, что автор «Слова» использует тюркское понятие därmäl, «люди с брода»; в этом случае здесь нужно видеть упоминание бродников — населения причерноморских и приазовских степей неясного происхождения.
Л. Н. Гумилёв, настаивавший на том, что «Слово о полку Игореве» было написано не в конце XII века, а в середине XIII, связал этноним с монгольским именем Дармала и предположил, что так звали ордынского баскака, побеждённого русскими князьями. По мнению А. А. Зимина, считавшего «Слово» литературной мистификацией конца XVIII века, слово «деремела» было образовано от глагола «дремать».